# Barbă Albastră (povestire)
„Barbă-Albastră” (în germană Blaubart) este o povestire a scriitorului elvețian Max Frisch. Ea a fost publicată pentru prima oară în primăvara anului 1982, fiind una dintre principalele opere literare ale autorului. În această narațiune, Frisch descrie căutarea individului după identitatea sa proprie și remușcările de conștiință ale bărbatului, care apar în relația dintre bărbat și femeie. 

## Rezumat
Personajul principal, Felix Schaad, este un ucigaș al soției divorțate de el. Cu toate că la procesul deschis el va fi declarat nevinovat, numele și reputația lui rămân pătate. Schaad nu poate scăpa de amintirile și visurile care-l urmăresc tot timpul. Remușcările care-l chinuiesc îl determină să recunoască în cele din urmă crima comisă.

## Receptare critică
„Barbă-Albastră” este o scriere controversată, unii critici considerând opera ca „karg“ și „kahl“ (săracă și searbădă). De pildă, Marcel Reich-Ranicki spune după lectura ei: „Am fost nu dezamăgit, ci de-a dreptul îngrozit”. În timp ce alții o consideră ca operă literară remarcabilă. După această narațiune autorul se va retrage ca scriitor. 